# Thomas Bosc
Pour les articles homonymes, voir Bosc.

a Compétitions nationales et continentales officielles uniquement.

b Matchs officiels uniquement.
Thomas Bosc, né le 5 août 1983 à Perpignan, est un joueur de rugby à XIII international français polyvalent, devenu entraîneur. Il est pendant plus de dix ans l'un des joueurs emblématiques des Dragons Catalans lors de ses premières années en Super League aux côtés de Rémi Casty, Grégory Mounis et Olivier Élima.
Formé à l'AS Saint-Estève où joue son père, l'international français des années 1980 Jean-Marie Bosc, puis à l'Union Treiziste Catalane, fruit de la fusion entre l'AS Saint-Estève et du XIII Catalan, Thomas Bosc fait ses débuts en Championnat de France avec l'Union Treiziste Catalane entre 2003 et y remporte un titre de Championnat de France en 2005 ainsi que deux titres de Coupe de France en 2004 et 2005. Sélectionné dans l'effectif des  Dragons Catalans lors de l'intégration du club perpignanais en Super League lors de la saison 2006, il s'impose comme l'un des joueurs phares du club pendant plus de dix ans où il endosse le rôle de capitaine. Il y est le meilleur marqueur de points de l'histoire du club avec 1 382 points inscrits et prend part à la première participation du club dans une finale de Challenge Cup en 2007, perdue contre St Helens. Il prend sa retraite sportive en 2017.
Parallèlement, Thomas Bosc est un titulaire en charnière de l'équipe de France de 2003 à 2013 comptant vingt-huit sélections, un titre de Coupe d'Europe en 2005, et deux participations à la Coupe du monde en 2008 et 2013, disputant un quart-de-finale lors de cette dernière.
Après sa carrière sportive, il se réoriente vers le rôle d'entraîneur, prenant en charge Saint-Estève XIII catalan évoluant en Championnat de France, puis d'entraîneur-adjoint de Steve McNamara aux Dragons Catalans.

## Biographie

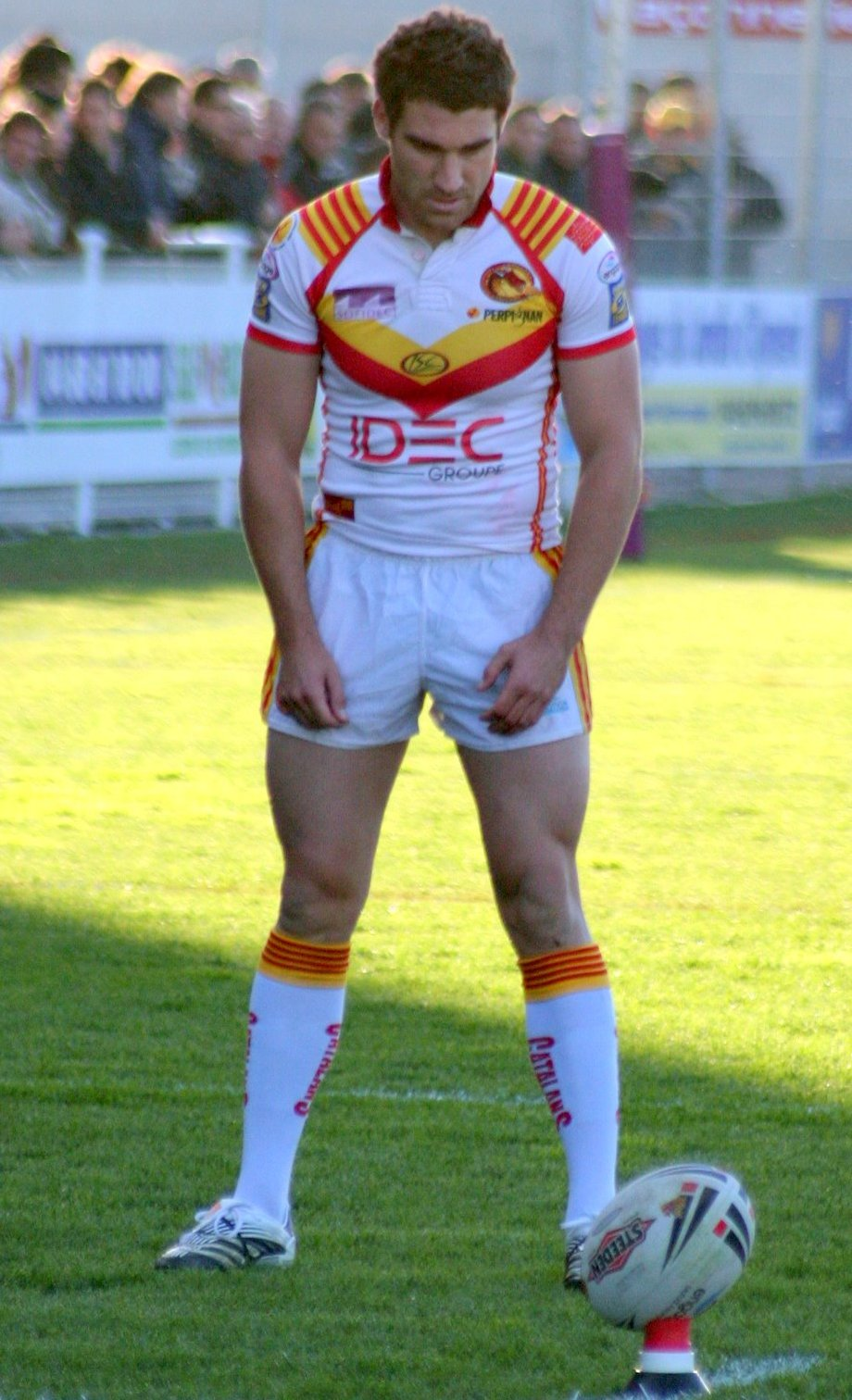
Thomas Bosc, buteur des Dragons Catalans.

Issu d'une famille de treizistes, Thomas Bosc naît à Perpignan. Son père, Jean-Marie Bosc, a joué au rugby à XIII à Saint-Estève, tout comme son frère Frédéric. Il commence le rugby à XIII dans le club de l'AS Saint-Estève à l'âge de six ans. Il poursuit sa formation dans le nouveau club l'Union Treiziste Catalane, né de la fusion entre l'AS Saint-Estève et le XIII Catalan en 2000. En 2005, lorsque le projet de Bernard Guasch de créer un club pour intégrer la Super League, il rejoint ce club appelé les Dragons Catalans. Bien que le club des Dragons prenne part à la finale de la Challenge Cup en 2007 contre St Helens RFC qui se dispute à Wembley devant 84 241 spectateurs, Bosc n'est pas inscrit sur la feuille de match en raison d'une blessure (fissure d'un avant-bras) et après que l'arrivée de Clint Greenshields l'envoie au poste d'ailier. Cependant lors de la saison suivante en 2008, la franchise catalane atteint une troisième place en saison régulière se qualifiant du même coup pour les séries éliminatoires, il est alors titulaire et meilleur marqueur du club (deuxième meilleur marqueur de la Super League).
Ses performances attirent les clubs de rugby à XV français qui en 2009 souhaitent l'enrôler à l'instar des Mark Gasnier ou Sonny Bill Williams, mais celui-ci reste fidèle au club et signe une prolongation de contrat jusqu'en 2011.
Il est également international français, sélection avec laquelle il participe à la Coupe du monde 2008 et y compte dix sélections sous le maillot bleu.
À partir de la saison 2010, il prend le capitanat des Dragons Catalans, remplaçant à ce rôle l'Australien Greg Bird reparti en NRL.

## Palmarès
- Collectif :
  - Vainqueur de la Coupe d'Europe : 2005 ( France).
  - Vainqueur du Championnat de France : 2005[4] (Union treiziste catalane).
  - Vainqueur de la Coupe de France : 2004 et 2005[4] (Union treiziste catalane).
  - Finaliste de la Challenge Cup : 2007 (Dragons Catalans).
  - Finaliste du Championnat de France : 2004[4] (Union treiziste catalane).

## Détails

### En sélection

#### Coupe du monde
| Édition         | Rang               | Résultats France | Résultats Bosc | Matchs Bosc |
| --------------- | ------------------ | ---------------- | -------------- | ----------- |
| Australie 2008  | 10e                | 1 v, 0 n, 2 d    | 1 v, 0 n, 2 d  | 3/3         |
| Angleterre 2013 | Quart-de-finaliste | 1 v, 0 n, 3 d    | 1 v, 0 n, 3 d  | 4/4         |

Légende : v = victoire ; n = match nul ; d = défaite.

### En club
| Saison | Club                     | Compétition           | Matchs | Points | Essais | Buts | Drop |
| ------ | ------------------------ | --------------------- | ------ | ------ | ------ | ---- | ---- |
| 2003   | Union Treiziste Catalane | Championnat de France | ?      | ?      | ?      | ?    | ?    |
| 2004   | Union Treiziste Catalane | Championnat de France | ?      | ?      | ?      | ?    | ?    |
| 2005   | Union Treiziste Catalane | Championnat de France | ?      | ?      | ?      | ?    | ?    |
| 2006   | Dragons Catalans         | Super League          | 12     | 26     | 6      | 1    | 0    |
| 2007   | Dragons Catalans         | Super League          | 19     | 142    | 11     | 49   | 0    |
| 2007   | Dragons Catalans         | Challenge Cup         | 3      | 47     | 2      | 19   | 1    |
| 2008   | Dragons Catalans         | Super League          | 28     | 265    | 7      | 118  | 1    |
| 2008   | Dragons Catalans         | Challenge Cup         | 2      | 10     | 0      | 5    | 0    |
| 2009   | Dragons Catalans         | Super League          | 26     | 172    | 4      | 77   | 2    |
| 2009   | Dragons Catalans         | Challenge Cup         | 2      | 24     | 2      | 8    | 0    |
| 2010   | Dragons Catalans         | Super League          | 18     | 90     | 2      | 41   | 0    |
| 2010   | Dragons Catalans         | Challenge Cup         | 4      | 45     | 1      | 20   | 1    |
| 2011   | Dragons Catalans         | Super League          | 6      | 10     | 1      | 3    | 0    |
| 2011   | Dragons Catalans         | Challenge Cup         | 2      | 4      | 0      | 2    | 0    |
| 2012   | Dragons Catalans         | Super League          | 18     | 35     | 7      | 3    | 1    |
| 2012   | Dragons Catalans         | Challenge Cup         | 2      | 8      | 2      | 0    | 0    |
| 2013   | Dragons Catalans         | Super League          | 23     | 173    | 3      | 78   | 5    |
| 2013   | Dragons Catalans         | Challenge Cup         | 2      | 40     | 2      | 16   | 0    |
| 2014   | Dragons Catalans         | Super League          | 20     | 159    | 1      | 77   | 1    |
| 2014   | Dragons Catalans         | Challenge Cup         | 1      | 16     | 1      | 6    | 0    |
| 2015   | Dragons Catalans         | Super League          | 20     | 57     | 5      | 18   | 1    |
| 2015   | Dragons Catalans         | Challenge Cup         | 1      | 14     | 1      | 5    | 0    |
| 2016   | Dragons Catalans         | Super League          | 19     | 33     | 0      | 16   | 1    |
| 2016   | Dragons Catalans         | Challenge Cup         | 2      | 0      | 0      | 0    | 0    |
| 2017   | Dragons Catalans         | Super League          | 11     | 4      | 1      | 0    | 0    |
| Total  | Total                    | Total                 | 239    | 1374   | 59     | 562  | 14   |